# Bahnstrecke Mönchengladbach–Düsseldorf
| |                                                                                              |                                                                |                                                                |
| Streckennummer (DB): | 2550 (Fernbahn) 2525 (S-Bahn) 2534 (ehem. Trasse)                                            |                                                                |                                                                |
| Kursbuchstrecke (DB): | 485 (Fernbahn) 450.8 (S-Bahn)                                                                |                                                                |                                                                |
| Kursbuchstrecke: | 245 (Düsseldorf-Oberkassel – M Gladbach Hbf 1946) 245n (Düsseldorf Hbf – (Krefeld Hbf) 1946) |                                                                |                                                                |
| Streckenlänge: | 24 (ehem. 25) km                                                                             |                                                                |                                                                |
| Spurweite: | 1435 mm (Normalspur)                                                                         |                                                                |                                                                |
| Streckenklasse: | D4                                                                                           |                                                                |                                                                |
| Stromsystem: | 15 kV 16,7 Hz ~                                                                              |                                                                |                                                                |
| Streckengeschwindigkeit: | 140 km/h                                                                                     |                                                                |                                                                |
| Zugbeeinflussung: | PZB                                                                                          |                                                                |                                                                |
| Zweigleisigkeit: | (durchgehend)                                                                                |                                                                |                                                                |
| |                                                                                              |                                                                |                                                                |
| \| \| \| Strecke von Wuppertal \| \| \| \| \| Hauptstrecke von Duisburg \| \| \| \| \| S-Bahn von Duisburg/Essen \| \| \| \| \| Ortsstrecke von Düsseldorf-Flughafen \| \| \| \| 88,4 (11,1) \| Düsseldorf Hbf \| Düsseldorf Hbf \| \| \| \| Hauptstrecke nach Köln \| \| \| \| \| S-Bahn nach Köln/Solingen \| \| \| \| \| Ortsstrecke nach Reisholz Rbf \| \| \| \| (10,2) \| Düsseldorf-Friedrichstadt \| Düsseldorf-Friedrichstadt \| \| \| 86,3 (9,1) \| Düsseldorf-Bilk \| Düsseldorf-Bilk \| \| \| (7,3) \| Düsseldorf Völklinger Straße \| Düsseldorf Völklinger Straße \| \| \| 84,6 (00,0) \| Düsseldorf Hafen (Anst) \| Düsseldorf Hafen (Anst) \| \| \| (6,5) \| Düsseldorf-Hamm \| Düsseldorf-Hamm \| \| \| 84,0 (00,0) \| Hammer Eisenbahnbrücke \| Hammer Eisenbahnbrücke \| \| \| (4,8) \| Neuss Rheinparkcenter \| Neuss Rheinparkcenter \| \| \| \| Rheinhafen \| \| \| \| (2,7) \| Neuss Am Kaiser \| Neuss Am Kaiser \| \| \| 8,2 (00,0) \| Obercassel Rheinstation \| Obercassel Rheinstation \| \| \| 6,8 (00,0) \| Obercassel \| Obercassel \| \| \| 4,3 (00,0) \| Heerdt \| Heerdt \| \| \| 2,2 (00,0) \| Neuss Vbf \| Neuss Vbf \| \| \| 82,7 (00,0) \| Erftkanal Strecke nach Krefeld \| Erftkanal Strecke nach Krefeld \| \| \| \| (Überwerfungsbauwerk) \| \| \| \| \| Neuss Gbf \| \| \| \| 80,9 0(0,2) \| Neuss Hbf (Inselbahnhof) \| Neuss Hbf (Inselbahnhof) \| \| \| \| Strecke nach Köln \| \| \| \| \| Strecke nach Bedburg \| \| \| \| \| Strecke nach Kaarst \| \| \| \| 75,3 (00,0) \| Büttgen \| Büttgen \| \| \| 71,6 (00,0) \| Kleinenbroich \| Kleinenbroich \| \| \| 68,7 (00,0) \| Korschenbroich \| Korschenbroich \| \| \| 66,9 (00,0) \| Mönchengladbach Stadt (Awanst) \| Mönchengladbach Stadt (Awanst) \| \| \| 65,9 (00,0) \| Mönchengladbach-Lürrip \| Mönchengladbach-Lürrip \| \| \| \| Strecke von Viersen \| \| \| \| \| ehem. Strecke von Krefeld \| \| \| \| 63,9 (00,0) \| Mönchengladbach Hbf \| Mönchengladbach Hbf \| \| \| \| \| \| \| \| \| Güterstrecke nach Rheydt-Geneicken ehem. Strecke nach Stolberg \| \| \| \| \| \| \| \| \| \| Strecke nach Aachen \| \| \| \| \| \| \| \| Quellen: [1][2] \| \| \| \| |                                                                                              |                                                                |                                                                |
| Strecke · Strecke |                                                                                              | Strecke von Wuppertal                                          | Strecke von Wuppertal                                          |
| Kreuzung geradeaus oben · Kreuzung geradeaus oben · Strecke von rechts |                                                                                              | Hauptstrecke von Duisburg                                      | Hauptstrecke von Duisburg                                      |
| Kreuzung geradeaus oben · Abzweig geradeaus und von rechts · Strecke |                                                                                              | S-Bahn von Duisburg/Essen                                      | S-Bahn von Duisburg/Essen                                      |
| Abzweig geradeaus und von rechts · Strecke · Strecke |                                                                                              | Ortsstrecke von Düsseldorf-Flughafen                           | Ortsstrecke von Düsseldorf-Flughafen                           |
| Bahnhof · S-Bahnhof · Bahnhof | 88,4 (11,1)                                                                                  | Düsseldorf Hbf                                                 | Düsseldorf Hbf                                                 |
| Strecke · Strecke · Strecke nach links |                                                                                              | Hauptstrecke nach Köln                                         | Hauptstrecke nach Köln                                         |
| Strecke · Strecke nach links · Abzweig quer und von rechts |                                                                                              | S-Bahn nach Köln/Solingen                                      | S-Bahn nach Köln/Solingen                                      |
| Strecke nach links · Abzweig quer und von rechts · Kreuzung geradeaus unten |                                                                                              | Ortsstrecke nach Reisholz Rbf                                  | Ortsstrecke nach Reisholz Rbf                                  |
| Strecke · S-Bahn-Halt | (10,2)                                                                                       | Düsseldorf-Friedrichstadt                                      | Düsseldorf-Friedrichstadt                                      |
| Bahnhof · S-Bahn-Halt | 86,3 (9,1)                                                                                   | Düsseldorf-Bilk                                                | Düsseldorf-Bilk                                                |
| Strecke · S-Bahn-Halt | (7,3)                                                                                        | Düsseldorf Völklinger Straße                                   | Düsseldorf Völklinger Straße                                   |
| Blockstelle · Strecke | 84,6 (00,0)                                                                                  | Düsseldorf Hafen (Anst)                                        | Düsseldorf Hafen (Anst)                                        |
| Strecke · S-Bahn-Halt | (6,5)                                                                                        | Düsseldorf-Hamm                                                | Düsseldorf-Hamm                                                |
| Brücke über Wasserlauf · Brücke über Wasserlauf | 84,0 (00,0)                                                                                  | Hammer Eisenbahnbrücke                                         | Hammer Eisenbahnbrücke                                         |
| Strecke · S-Bahn-Halt | (4,8)                                                                                        | Neuss Rheinparkcenter                                          | Neuss Rheinparkcenter                                          |
| Brücke über Wasserlauf · Brücke über Wasserlauf |                                                                                              | Rheinhafen                                                     | Rheinhafen                                                     |
| Strecke · S-Bahn-Halt | (2,7)                                                                                        | Neuss Am Kaiser                                                | Neuss Am Kaiser                                                |
| Kopfbahnhof Streckenanfang (Strecke außer Betrieb) · Strecke · Strecke | 8,2 (00,0)                                                                                   | Obercassel Rheinstation                                        | Obercassel Rheinstation                                        |
| Bahnhof (Strecke außer Betrieb) · Strecke · Strecke | 6,8 (00,0)                                                                                   | Obercassel                                                     | Obercassel                                                     |
| Bahnhof (Strecke außer Betrieb) · Strecke · Strecke | 4,3 (00,0)                                                                                   | Heerdt                                                         | Heerdt                                                         |
| Bahnhof (Strecke außer Betrieb) · Strecke · Strecke | 2,2 (00,0)                                                                                   | Neuss Vbf                                                      | Neuss Vbf                                                      |
| Abzweig quer, ehemals nach links und von rechts · Abzweig geradeaus, nach rechts und von rechts · Strecke | 82,7 (00,0)                                                                                  | Erftkanal Strecke nach Krefeld                                 | Erftkanal Strecke nach Krefeld                                 |
| Strecke · Abzweig geradeaus und nach halblinks · Strecke nach halbrechts |                                                                                              | (Überwerfungsbauwerk)                                          | (Überwerfungsbauwerk)                                          |
| Dienststation / Betriebs- oder Güterbahnhof · Abzweig geradeaus und von halblinks · Strecke von halbrechts |                                                                                              | Neuss Gbf                                                      | Neuss Gbf                                                      |
| Strecke · Bahnhof mit S-Bahn-Halt · Bahnhof | 80,9 0(0,2)                                                                                  | Neuss Hbf (Inselbahnhof)                                       | Neuss Hbf (Inselbahnhof)                                       |
| Abzweig geradeaus und nach links · Abzweig geradeaus und nach links · Abzweig geradeaus und nach links |                                                                                              | Strecke nach Köln                                              | Strecke nach Köln                                              |
| Strecke nach links · Kreuzung geradeaus unten · Strecke nach links |                                                                                              | Strecke nach Bedburg                                           | Strecke nach Bedburg                                           |
| Abzweig geradeaus und nach rechts |                                                                                              | Strecke nach Kaarst                                            | Strecke nach Kaarst                                            |
| S-Bahn-Halt | 75,3 (00,0)                                                                                  | Büttgen                                                        | Büttgen                                                        |
| S-Bahnhof | 71,6 (00,0)                                                                                  | Kleinenbroich                                                  | Kleinenbroich                                                  |
| S-Bahnhof | 68,7 (00,0)                                                                                  | Korschenbroich                                                 | Korschenbroich                                                 |
| ehemalige Blockstelle | 66,9 (00,0)                                                                                  | Mönchengladbach Stadt (Awanst)                                 | Mönchengladbach Stadt (Awanst)                                 |
| S-Bahn-Halt | 65,9 (00,0)                                                                                  | Mönchengladbach-Lürrip                                         | Mönchengladbach-Lürrip                                         |
| Abzweig geradeaus und von rechts |                                                                                              | Strecke von Viersen                                            | Strecke von Viersen                                            |
| Abzweig geradeaus und ehemals von rechts |                                                                                              | ehem. Strecke von Krefeld                                      | ehem. Strecke von Krefeld                                      |
| Bahnhof mit S-Bahn-Halt | 63,9 (00,0)                                                                                  | Mönchengladbach Hbf                                            | Mönchengladbach Hbf                                            |
| |                                                                                              |                                                                |                                                                |
| Abzweig geradeaus und nach links |                                                                                              | Güterstrecke nach Rheydt-Geneicken ehem. Strecke nach Stolberg | Güterstrecke nach Rheydt-Geneicken ehem. Strecke nach Stolberg |
| |                                                                                              |                                                                |                                                                |
| Strecke |                                                                                              | Strecke nach Aachen                                            | Strecke nach Aachen                                            |
| |                                                                                              |                                                                |                                                                |
| Quellen: |                                                                                              |                                                                |                                                                |

Die Bahnstrecke Mönchengladbach–Düsseldorf ist eine heute 24 Kilometer lange, zweigleisige und durchgehend elektrifizierte Eisenbahn-Hauptstrecke am linken Niederrhein in Nordrhein-Westfalen.

## Geschichte
Die Aachen-Neuß-Düsseldorfer Eisenbahn-Gesellschaft war gegründet worden, um eine Bahnstrecke von Aachen über Mönchengladbach und Neuss nach Düsseldorf zu bauen.
Da das preußische Militär festen Rheinbrücken grundsätzlich ablehnend gegenüberstand, wurde die Strecke von Gladbach nach Düsseldorf-Oberkassel gebaut und am 16. Dezember 1852 abgenommen. Der Personenverkehr wurde einen Monat später am 17. Januar 1853 aufgenommen.
Nach Fertigstellung des Streckenteils nach Aachen wurde am 16. Oktober 1854 der Güterverkehr auf der Gesamtstrecke aufgenommen. Gleichzeitig wurde in Oberkassel die Rheinstation eröffnet.
Auf der anderen Seite des Rheins bestand dann Anschluss im ehemals dort befindlichen Bahnhof Rheinknie der Düsseldorf-Elberfelder Eisenbahn-Gesellschaft an deren Bahnstrecke nach Elberfeld.

## Heutige Situation
Im Zuge der Einrichtung der S-Bahn-Linie S 8 wurde ein Teil der Strecke ausgebaut. Zwischen Düsseldorf Hbf und Neuss Hbf verläuft die S-Bahn-Strecke zweigleisig neben der ebenfalls zweigleisigen Fernbahn.

## Zugangebot
Die Strecke wird heute von den Regional-Express-Linien Wupper-Express (RE 4), Rhein-Weser-Express (RE 6, zwischen Neuss und Düsseldorf), Maas-Wupper-Express (RE 13) und Niers-Express (RE 10, Düsseldorf Hbf bis Abzweig Erftkanal), der Regionalbahn Düssel-Erft-Bahn (RB 39, zwischen Neuss und Düsseldorf) sowie den S-Bahn-Linien S 8 (auf der gesamten Strecke), S 11 und S 28 (beide zwischen Neuss und Düsseldorf) befahren.

## Planungen
Es wird geplant, einen Haltepunkt Neuss Stadtwald zwischen dem Neusser Hauptbahnhof und der Station Büttgen einzurichten.